# Union démocratique sénégalaise/Rénovation
 (février 2025).
Si vous disposez d'ouvrages ou d'articles de référence ou si vous connaissez des sites web de qualité traitant du thème abordé ici, merci de compléter l'article en donnant les références utiles à sa vérifiabilité et en les liant à la section « Notes et références ».
L'Union démocratique sénégalaise/Rénovation (UDS/R) est un parti politique sénégalais, fondé en 1985.

## Histoire
Issu d'une scission avec l'Union démocratique sénégalaise (UDS), le parti est officiellement créé le 25 mai 1985.
Son fondateur, Mamadou Puritain Fall, est un syndicaliste, secrétaire général de l'Union des travailleurs libres du Sénégal (UTLS) qu'il avait contribué à créer en 1971. L'actuel secrétaire général de l'UDS/R est Djibril Diouf.
L'UDS/R est membre de la coalition Benno Book Yakaar, présidée par Macky Sall, depuis sa fondation en 2012. La coalition est dissoute en 2024. 
Le poète, dramaturge, anthropologue et homme politique guinéen-Béninois, Ibrahima Basil Nénékhaly-Condetto Camara, né le 10 novembre 1930 à Beyla et mort le 22 juillet 1972 à Conakry, en sera membre, et cela, à l'aube des indépendances africaines. Il est un promoteur du syndicalisme estudiantin à Dakar, animateur à Radio-Dakar, et ancien responsable de l’union générale des étudiants d’Afrique noire en France et de la fédération des étudiants d’Afrique occidentale en France.

## Orientation
L'UDS/R a pour objectifs de « réaliser au Sénégal, par les voies démocratiques, l’unité du peuple par le dialogue, la concertation, la mobilisation de toutes les forces vives dans l’œuvre de construction nationale, la conquête du pouvoir par le jeu démocratique ».
La couleur de L'UDS/R est rose.

## Organisation
L' UDS/R est un parti structuré. Il est composé d'un Bureau Politique National, de Fédérations et de sympathisants. L'UDS/R tient chaque semaine une réunion de son bureau politique et un congrès national tous les 4 ans